# Tuolumne megye
Tuolumne megye az Amerikai Egyesült Államokban, azon belül Kalifornia államban található. Megyeszékhelye Sonora. Lakosainak száma 55 620 fő (2020. április 1.). Tuolumne megye Alpine, Calaveras, Stanislaus, Mariposa, Madera, Mono és Merced megyékkel határos.

## Népesség
A megye népességének változása:
| Lakosok száma | 55 168 | 54 703 | 54 050 | 53 874 | 53 709 | 54 478 | 55 620 |
|               | 2010   | 2011   | 2012   | 2013   | 2015   | 2019   | 2020   |